# Maurile de Saint-Michel
Maurile de Saint-Michel (° ? - † 30 octobre 1669 à Angers) était un missionnaire carme qui séjourna aux Antilles de 1646 à 1647. Il publia en 1652 un récit de son passage dans le Voyage des Isles Camercanes en l'Amérique qui font partie des Indes Occidentales.

## Rôle de Maurile de Saint-Michel
Jacques Dampierre évaluait à peu de chose le récit de Maurile de Saint-Michel en 1904 dans son Essai sur les sources de l'histoire des Antilles françaises, 1492-1664. N'ayant fait que passer à la Martinique, à la Guadeloupe, à Saint-Christophe puis, dernier point d'arrêt avant de rentrer en France, à la colonie néerlandaise de Saint-Eustache, l'imprimé de Maurile de Saint-Michel n'est qu'« une source tout à fait secondaire, l'auteur étant en réalité plutôt un voyageur curieux, quelque peu naïf et assez bavard, qu'un chroniqueur véritable ». Dampierre reconnaît toutefois l'intelligence et la culture du père carme tout en présumant qu'il n'avait probablement pas l'étoffe d'un missionnaire, raison pour laquelle il fut rapidement rappelé par ses supérieurs.

### Éditions
- Saint-Michel, Maurile. Voyage des Isles Camercanes en l'Amérique qui font partie des Indes Occidentales. Mans, Hierôme Olivier, 1652. 434 p.
- Pacifique de Provins et Maurile de Saint-Michel, Missionnaires capucins et carmes aux Antilles. Éd. critique de Bernard Grunberg, Benoît Roux et Josiane Grunberg. Paris  : L’Harmattan, 2013.